# نیک آلن
نیک آلن (انگلیسی: Nick Allen؛ زادهٔ ۸ اکتبر ۱۹۹۸) بازیکن بیس‌بال اهل ایالات متحده آمریکا است.
وی در مسابقات کشوری و بین‌المللی در مجموع برندهٔ ۱ مدال نقره شده‌است.